# William Anthony McGuire
William Anthony McGuire (Chicago, 9 juli 1881 - Beverly Hills, 16 september 1940) was een Amerikaanse toneelschrijver, toneelregisseur, producent en scenarioschrijver.

## Biografie
McGuire werd geboren in Chicago (Illinois) op 9 juli 1881 (volgens sommige bronnen 1885) als zoon van Daniel McGuire en Jane Louise Simms.
Hij maakte zijn debuut op Broadway in 1910 als auteur van het toneelstuk The Heights. Hij schreef, regisseerde en produceerde vervolgens Twelve Miles Out (1925) en If I Was Rich (1926) en schreef en regisseerde Rosalie (1928), Whoopee! (1928), The Three Musketeers (1928) en Show Girl (1929).
Op het witte doek was McGuire onder meer scenarioschrijver van The Kid from Spain (1932) met Eddie Cantor in de hoofdrol en werd hij genomineerd voor een Oscar voor beste verhaal voor de film The Great Ziegfeld uit 1936. De film zelf won dat jaar de Oscar voor beste film.
McGuire was getrouwd met Lou McGuire. Hij stierf aan uremie in Beverly Hills (Californië) op 59-jarige leeftijd.